# Прапор Дебальцевого
Міськи́й пра́пор Дебальцевого — офіційний символ міста Дебальцевого затверджений 25 лютого 1998 року рішенням міської ради № 25/17. Автор — С. М. Мірошниченко.

## Опис
Прямокутне полотнище зі співвідношенням сторін 2:3 поділене двома рівновеликими горизонтальними смугами — червоною і зеленою, між якими вставлений чорний трикутний клин з основою від держалка з вершиною на з'єднанні горизонтальних смуг на відстані 1/5 довжини прапора.

## Символіка
Червоний колір означає силу, могутність і гідність; зелений колір — символ надії, радості, достатку; чорний — символ розсудливості.